# Józef Czapski
Józef Czapski (3. dubna 1896 – 12. ledna 1993) byl polský malíř a spisovatel, bratr spisovatelky Marie Czapské.

## Život
Narodil se roku 1896 v Praze do šlechtické rodiny a většinu dětství strávil na rodinném panství nedaleko Minsku. Roku 1915 dokončil studia na gymnáziu v Petrohradě. Později studoval umění ve Varšavě. Rovněž studoval právo na Petrohradské státní univerzitě. Během druhé světové války byl záložním důstojníkem a dostal se do sovětského zajetí. Byl jedním z mála lidí, kteří dokázali uprchnout před katyňským masakrem. O zkušenostech z války vydal později knihu Na nelidské zemi. Zemřel v lednu roku 1993 v Maisons-Laffitte.